# Holocryptis ussuriensis
Holocryptis ussuriensis là một loài bướm đêm trong họ Noctuidae.